# Live tour
Live tour, pubblicato nel 2007, è il terzo disco dei Sine Frontera e loro primo dal vivo.
Registrato, tra Italia e Romania, nel corso del "Solo Andata Tour 2006" che è seguito all'uscita del secondo album Sola andata.
Registrazioni effettuate da Alberto Benati al Fall Festival di Oradea (Romania) ottobre 2006 e al 
Festival provinciale dell’unità di Suzzara (Mantova) nel luglio 2006.
Il brano "La carovana" è l'unico inedito tra i 18 presenti.

## Tracce
1. Su la testa – 2:48
2. La carovana – 4:38
3. Bandabidun – 3:53
4. Tira a campà – 4:01
5. Kebab – 5:35
6. La piena del '51 – 3:35
7. Nunca Maìs – 4:49
8. Posizione orizzontale – 5:01
9. Onorevoleshow – 4:37
10. La guerra è finita – 4:18
11. Wladimir Mahoney – 2:50
12. Clandestino – 3:30
13. Fischia il vento – 2:45
14. Cammina cammina – 4:30
15. Baraca e buratin – 4:16
16. L'aristocratica – 3:48
17. E' cambiato il vento – 4:14
18. Sine Frontera – 3:27

## Musicisti
- Antonio Resta – voce, chitarra acustica
- Paolo Sterzi – violino
- Marco Ferrari – fisarmonica
- Fabio Ferrari – basso elettrico
- Riccardo Mabus Moretti - batteria
- Simone Dalmaschio – percussioni
- Simone Rebucci – chitarra elettrica e acustica